# Janno Reiljan

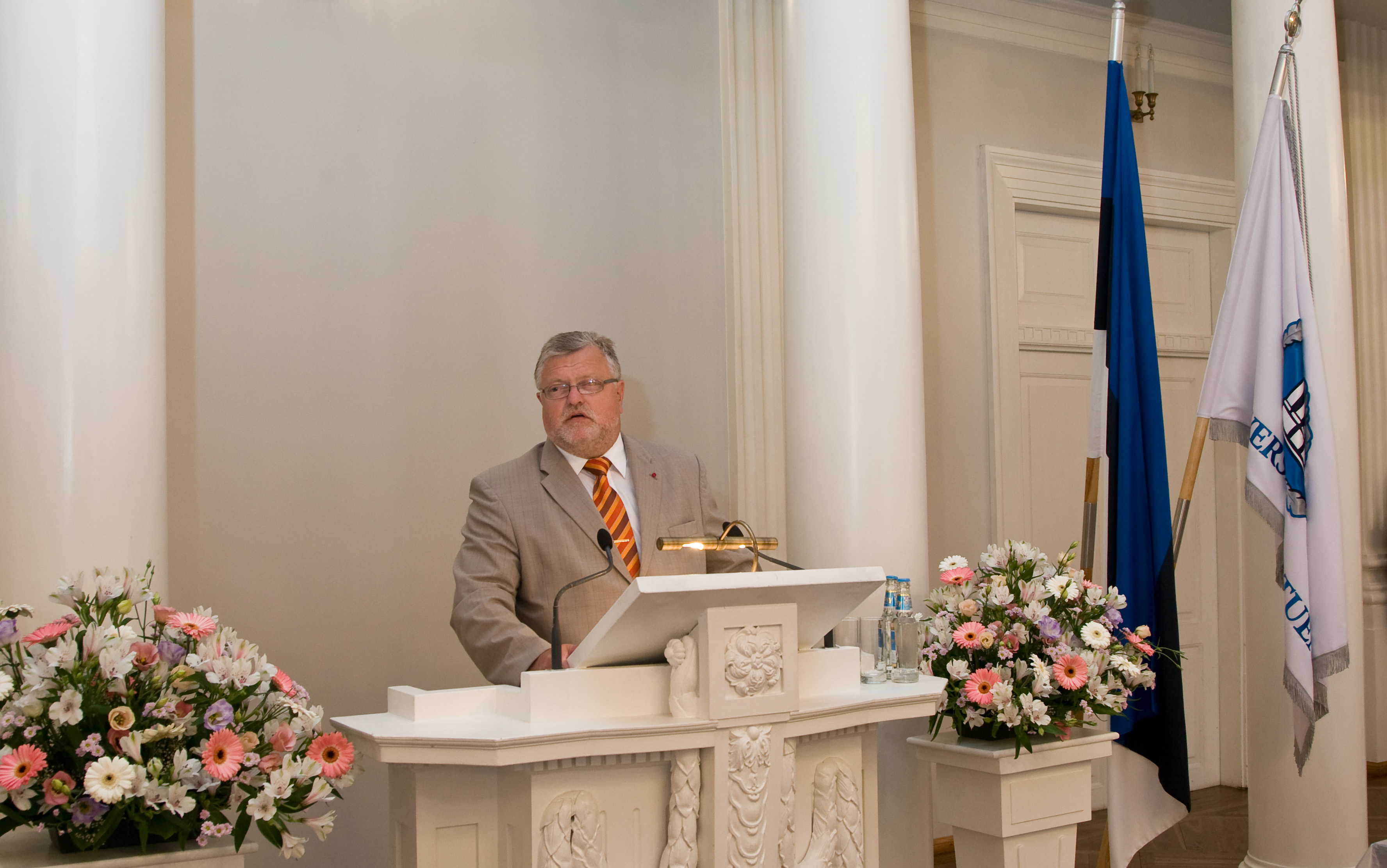
Janno Reiljan während einer Rede in der Aula der Universität Tartu 2008

Janno Reiljan (* 8. Oktober 1951 in der Landgemeinde Rõuge; † 23. Januar 2018) war ein estnischer Wirtschaftswissenschaftler und Politiker.

## Wirtschaftswissenschaftler
Janno Reiljan wuchs im Süden Estlands auf. Bis 1970 besuchte er die Schule in Võru. Er schloss 1975 sein Studium an der Wirtschaftswissenschaftlichen Fakultät der Staatlichen Universität Tartu ab. 1980 erlangte er den Titel eines Kandidaten der Wissenschaften an der Staatlichen Universität Moskau mit einer wirtschaftswissenschaftlichen Promotionsarbeit. 1991 verteidigte er seine Doktorarbeit an der Universität Tartu. Ab 1991 lehrte Reiljan an der Universität Tartu. Von 1993 bis 1996 war er der Dekan der Wirtschaftswissenschaftlichen Fakultät in Tartu. 
Ein Stipendium der VolkswagenStiftung brachte Janno Reiljan 1993/1994 an das Institut für Weltwirtschaft in Kiel. Von November 1994 bis Februar 1995 war er Gastprofessor an der Universität Münster. 1996/1997 verbrachte Janno Reiljan mit einem Stipendium des DAAD einen Forschungsaufenthalt an der Universität Leipzig. Von 1992 bis 1999 gehörte er dem Universitätsrat der Universität Tartu an.

## Politiker
Mit Wiedererlangung der estnischen Unabhängigkeit wurde Janno Reiljan auch politisch aktiv. Ab 1992 war er als Berater des estnischen Ministerpräsidenten tätig. Er schloss sich der ländlich orientierten Estnischen Volksunion (Rahvaliit) an. Gemeinsam mit seinem jüngeren Bruder Villu Reiljan (* 1953), der die Partei von 2000 bis 2007 leitete, gehörte Janno Reiljan zu den rhetorisch herausragenden Führungsfiguren der Partei.
Von 1999 bis 2007 gehörte Janno Reiljan dem estnischen Parlament (Riigikogu) während drei Legislaturperioden als Abgeordneter an. Bei der Parlamentswahl 2007, bei der die Volksunion Verluste hinnehmen musste, verpasste er seinen Wiedereinzug ins Parlament.
Vom 24. April 2003 bis zum 30. April 2004 war Reiljan Beobachter im Europäischen Parlament. Mit dem Beitritt der Republik Estland zur Europäischen Union gehörte Reiljan dem Europäischen Parlament vom 1. Mai 2004 bis zum 19. Juli 2004 als Abgeordneter an. Er gehörte der Fraktion „Union für das Europa der Nationen“ an.
Nach seinem Ausscheiden aus dem estnischen Parlament war Reiljan erneut als Wirtschaftsprofessor tätig.

## Privatleben
Janno Reiljan war drei Mal verheiratet. 2006 heiratete er seine langjährige Lebensgefährtin, die Pianistin Siiri Reiljan.